# Hakea trineura
Hakea trineura (лат.) — кустарник, вид рода Хакея (Hakea) семейства Протейные (Proteaceae). Произрастает в Квинсленде. Цветёт с мая по сентябрь.

## Ботаническое описание
Hakea trineura — многоствольный кустарник высотой до 1–3 м, образующий лигнотубер. Ветви и новые листья имеют уплощённые, коричневые, короткие мягкие шелковистые волоски или гладкие. Листья растут на черешке длиной около 1–2,5 см. Они узкие от эллиптических до яйцевидных 7–20 см в длину и 1,3–7 см в ширину с тремя отчётливыми продольными жилками. Листья постепенно сужаются к вершине, заканчиваясь либо острым концом, либо закруглённые. Соцветие состоит из 60-80 зеленовато-жёлтых цветков на гладких или с редко уплощёнными мягкими волосками на стебле длиной до 40–70 мм. Цветоножка бледно-зелёного цвета длиной 2,3–3 мм, длинная и гладкая. Глубокие жёлтые околоцветники имеют длину 7–8,5 мм и либо гладкие, либо с небольшим количеством волосков в почке. Столбик зелёного цвета, пестик длиной 18–26 мм. Плоды гладкие, косо-яйцевидной формы длиной 2–4 см, шириной 1,5–2 см и слегка изогнутые.

## Таксономия
Вид Hakea trineura был назван немецким ботаником Фердинандом фон Мюллером в 1868 году, который дал ему название Grevillea trineura и опубликовал описание в Fragmenta Phytographiae Australiae. В том же 1868 году Мюллер изменил название на Hakea trineura. Считается , что видовой эпитет — от греческого слова trineura, относящегося к листьям с тремя прожилками. Слово «trineura», однако, отсутствует в древнегреческом.

## Распространение и местообитание
Ареал Hakea trineura ограничен районом от Мэриборо до Рокгемптона в Квинсленде. Растёт в холмистых эвкалиптовых лесах. Быстрорастущий кустарник в тропических районах.

## Охранный статус
Вид внесён в список «уязвимых» согласно австралийскому Закону об охране окружающей среды и сохранении биоразнообразия.